# جنگ‌افزار لیزری

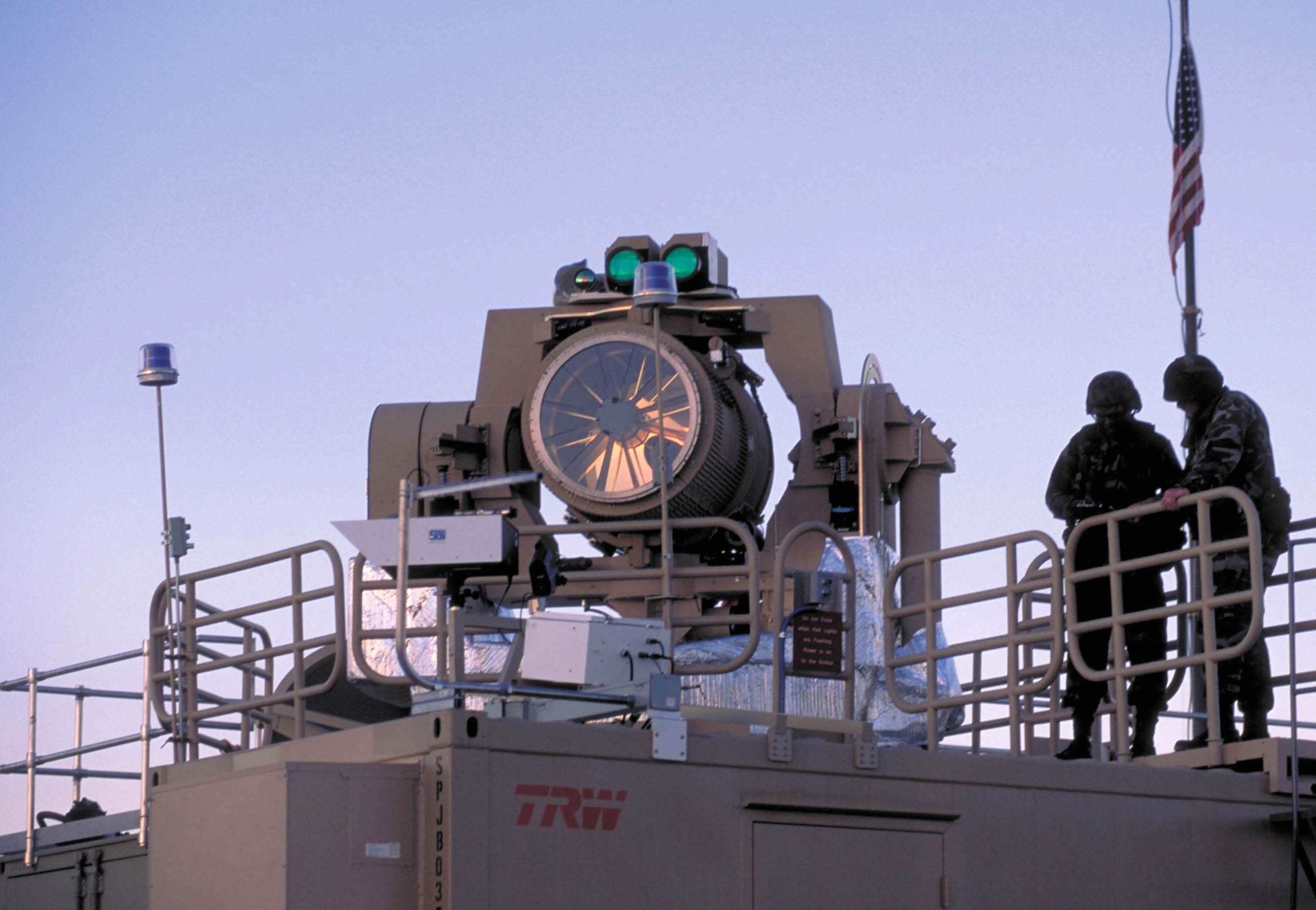
سامانه لیزری ناتیلوس پروژه مشترک ایالات متحده و اسرائیل بود که به‌عنوان یک جنگ‌افزار لیزری پدافند هوایی و برای مقابله با راکت‌ها و حملات توپخانه‌ای توسعه یافت.

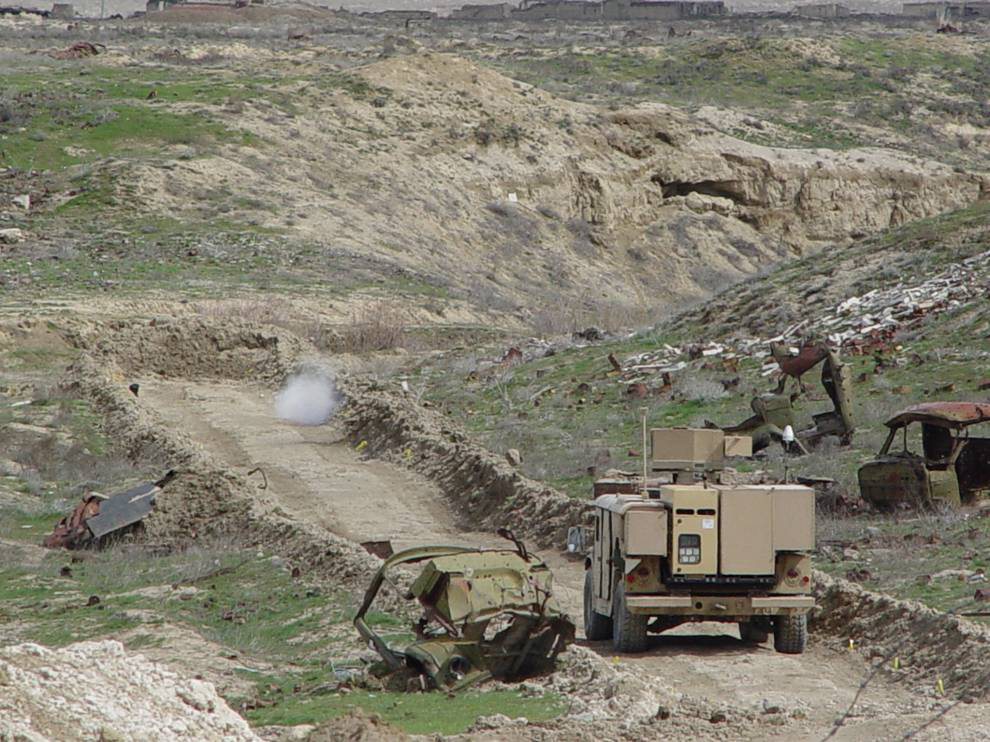
زئوس درحال انهدام یک مین

جنگ‌افزار لیزری گونه‌ای جنگ‌افزار انرژی هدایت‌شده است که از پرتو لیزر برای تخریب هدف استفاده می‌کند. از دهه ۱۹۷۰ تاکنون جنگ‌افزارهای لیزری متعدد و متنوعی طراحی و تولید شده‌اند اما اغلب آن‌ها از مرحله تحقیقات و اثبات تکنولوژی فراتر نرفته‌اند. امروزه جنگ‌افزارهای زمینی لیزری توانایی نابودی موشک‌ها، پهپادها و گلوله‌های توپ و خمپارهٔ در حال پرواز را پیدا کرده‌اند. جنگ‌افزارهای لیزری هوابرد نیز آزمایش‌های موفقیت‌آمیزی داشته‌اند و حتی سامانه‌های لیزری فضایی برای نابودی ماهواره‌ها یا موشک‌های بالستیک نیز پیشنهاد شده‌اند.
جنگ‌افزارهای لیزری در مقایسه با جنگ‌افزارهای متعارف مزایای فراوان و در عین حال معایبی جدی دارند که باعث شده تا کاربرد عملیاتی آن‌ها دشوار باشد. جنگ‌افزارهای لیزری به چندین گروه شامل لیزرهای حالت جامد، لیزرهای شیمیایی و لیزرهای الکترون آزاد تقسیم می‌شوند.
سامانه لیزری زئوس تنها جنگ‌افزار از این نوع است که در شرایط جنگی مورد استفاده قرار گرفته‌است. این سلاح لیزری بر روی یک خودروی هاموی نصب‌شده و از سال ۲۰۰۳ در جنگ افغانستان و سپس عراق حضور داشته‌است و کار آن انهدام مین‌ها و بمب‌های عمل‌نکرده‌است.
کاربردهای نظامی لیزر بسیار متنوع است و استفاده مستقیم از لیزر به‌عنوان جنگ‌افزار یکی از آن‌ها است. بمب‌های هدایت لیزری که از پرتو لیزر برای نشانه‌گذاری هدف و یافتن آن بهره می‌برند از دقیق‌ترین مهمات هدایت‌شونده محسوب می‌شوند. کاربرد دیگر لیزرها مسافت‌یابی و تعیین دقیق فاصله با هدف است، به‌طوری‌که مسافت‌یاب‌های لیزری امروزه به بخش مهمی از سامانه‌های کنترل آتش جنگ‌افزارهای مختلف تبدیل شده‌اند. از لیزر همچنین به‌عنوان یک پادکار دفاعی به‌ویژه برای گمراه کردن موشک‌های گرمایاب نیز استفاده می‌شود.

## تاریخچه
در اوایل دهه ۱۹۷۰ آمریکایی‌ها توسعه جنگ‌افزار لیزری هوابرد در آینده‌ای نزدیک را امری بدیهی می‌دانستند. این ایده در اواخر دهه ۱۹۶۰ توسط ادوارد تلر - فیزیکدانی که در اختراع بمب هیدروژنی هم نقش داشت - توسعه یافته بود. به همین دلیل از دهه ۱۹۷۰ آزمایش‌ها برای تعیین استواری این نظریه و تشخیص مشکلات آن آغاز شد. نخستین آزمایش توسط نیروی هوایی آمریکا در سال ۱۹۷۳ انجام شد و در آن با یک لیزر دینامیک گازی دی‌اکسید کربن یک پهپاد سرنگون شد. سه سال بعد نیروی زمینی از یک لیزر با پمپ الکترونیکی برای انهدام چند هواپیما و بالگرد بدون سرنشین استفاده کرد. در همین سال نیروی هوایی برنامه آزمایشگاه لیزر هوابرد را آغاز کرد که در آن از یک هواپیمای بوئینگ کی‌سی-۱۳۵ استراتوتانکر به عنوان آزمایشگاه پرنده استفاده شد. در مارس ۱۹۷۸ نیروی دریایی با کمک دارپا، یک لیزر شیمیایی را طراحی کرد که موفق به انهدام یک موشک تاو در حال پرواز شد.

## مزایا
- مهم‌ترین امتیاز جنگ‌افزارهای لیزری صرفهٔ اقتصادی قابل‌توجه آن‌ها است. هزینه هر شلیک یک سلاح لیزری فقط هزینه انرژی است که از طریق سوخت شیمیایی یا الکتریسیته به دست می‌آید. در بسیاری از سلاح‌های لیزری هزینه هر شلیک از یک دلار کمتر است در حالی‌که گلوله‌ها یا موشک‌هایی با قدرت تخریبی برابر، هزاران دلار قیمت دارند که باید هزینه‌های ترابری و نگهداری را نیز به آن‌ها افزود.
- جنگ‌افزارهای لیزری قسمت‌های مکانیکی کمی دارند و به سرعت تغذیه یا شارژ می‌شوند و هزینه‌های مربوط به استفاده، تعمیر و نگهداری آن‌ها حتی از مهمات جنگ‌افزارهای متعارف نیز کمتر است.
- اشعه لیزر با سرعت نور حرکت می‌کند در نتیجه نیازی به محاسبه جابجایی هدف نیست و فرار کردن از آن برای مدافع غیرممکن است. این ویژگی لیزر را گزینه‌ای عالی برای درگیری با اهداف بسیار سریع همچون موشک‌ها و راکت‌ها، گلوله‌های توپ و خمپاره می‌سازد.
- تأثیر جاذبه زمین بر روی نور بسیار اندک و تأثیر عوامل محیطی دیگر مثل باد نیز معمولاً قابل چشم‌پوشی است به همین جهت در اغلب موارد نیازی به محاسبه تغییر جهت پرتو لیزر بر اثر جاذبه زمین یا باد نیست.
- شیوهٔ تمرکز اشعه لیزر را می‌توان به دلخواه تغییر داد تا منطقهٔ مورد تخریب آن کوچک یا بزرگ باشد. این امکان در مورد جنگ‌افزارهای انفجاری وجود ندارد.
- جنگ‌افزار لیزری با داشتن یک منبع انرژی کافی میزان نامحدودی مهمات در اختیار دارد در حالیکه هر جنگ‌افزار متعارف قابلیت حمل میزان محدودی مهمات را دارد.
- نیروی لگد ناشی از لیزر تقریباً صفر است چون نسبت حرکت به انرژی نور بسیار اندک (دقیقاً ۱/c) است.
- لیزر هیچ صدا یا نوری در محل شلیک تولید نمی‌کند که توسط انسان قابل تشخیص باشد در نتیجه از این طریق نمی‌توان موقعیت جنگ‌افزار لیزری را پیدا کرد.

## معایب
معایب جنگ‌افزارهای لیزری شامل این موارد می‌شود:
- جنگ‌افزارهای لیزری معمولاً اندازه بزرگی دارند که قابلیت جابه‌جایی آن‌ها را بسیار کاهش می‌دهد. با توجه به روش‌های موجود برای ذخیره‌سازی، هدایت، تبدیل انرژی امکان ساخت جنگ‌افزار لیزری مرگبار قابل حمل توسط نفر وجود ندارد.
- جنگ‌افزارهای لیزری موجود میزان زیادی از انرژی را به صورت گرما تلف می‌کنند و به همین جهت به تجهیزات خنک‌کننده بزرگی نیاز دارند تا از داغ شدن آن‌ها جلوگیری کند. این مشکل در حالت‌هایی که سلاح لیزری در یک موقعیت ثابت دفاعی نصب شده یا بر روی یک کشتی بزرگ قرار دارد کاهش می‌یابد.
- اشعه لیزر وقتی در هوا حرکت می‌کند توسط باران، برف، گردوخاک، دود و مه جذب شده یا پخش می‌شود در حالی‌که یک گلوله به راحتی از این موانع گذر می‌کند.
- نور تنها در خط مستقیم حرکت می‌کند در نتیجه نمی‌توان از اشعه لیزر در خط سیر کمانی و به شیوه آتش غیرمستقیم توپخانه‌ای استفاده کرد. درحالی‌که توپ‌ها و خمپاره‌ها می‌توانند اهدافی را که پشت یک ساختمان یا یک تپه پنهان شده‌اند را نیز هدف قرار دهند. یکی از راهکارهای جایگزین استفادهٔ هوابرد از لیزر یا بازتابنده‌های لیزر یا نصب آن بر روی سکوهای شلیک فضایی است.
- اثرات زیان‌بار پرتو لیزر برای چشم انسان یک نگرانی مهم است. البته برخی از لیزرهای شیمیایی در طول موج‌های ایمن برای چشم انسان کار می‌کنند اما تمام لیزرهای حالت جامد با توان بالا به راحتی انسان را نابینا می‌کنند. در نتیجه این لیزرها ممکن است هنگام مأموریت به نیروهای خودی یا غیرنظامیان حاضر در صحنه نبرد آسیب جدی وارد کنند.

## دسته‌بندی

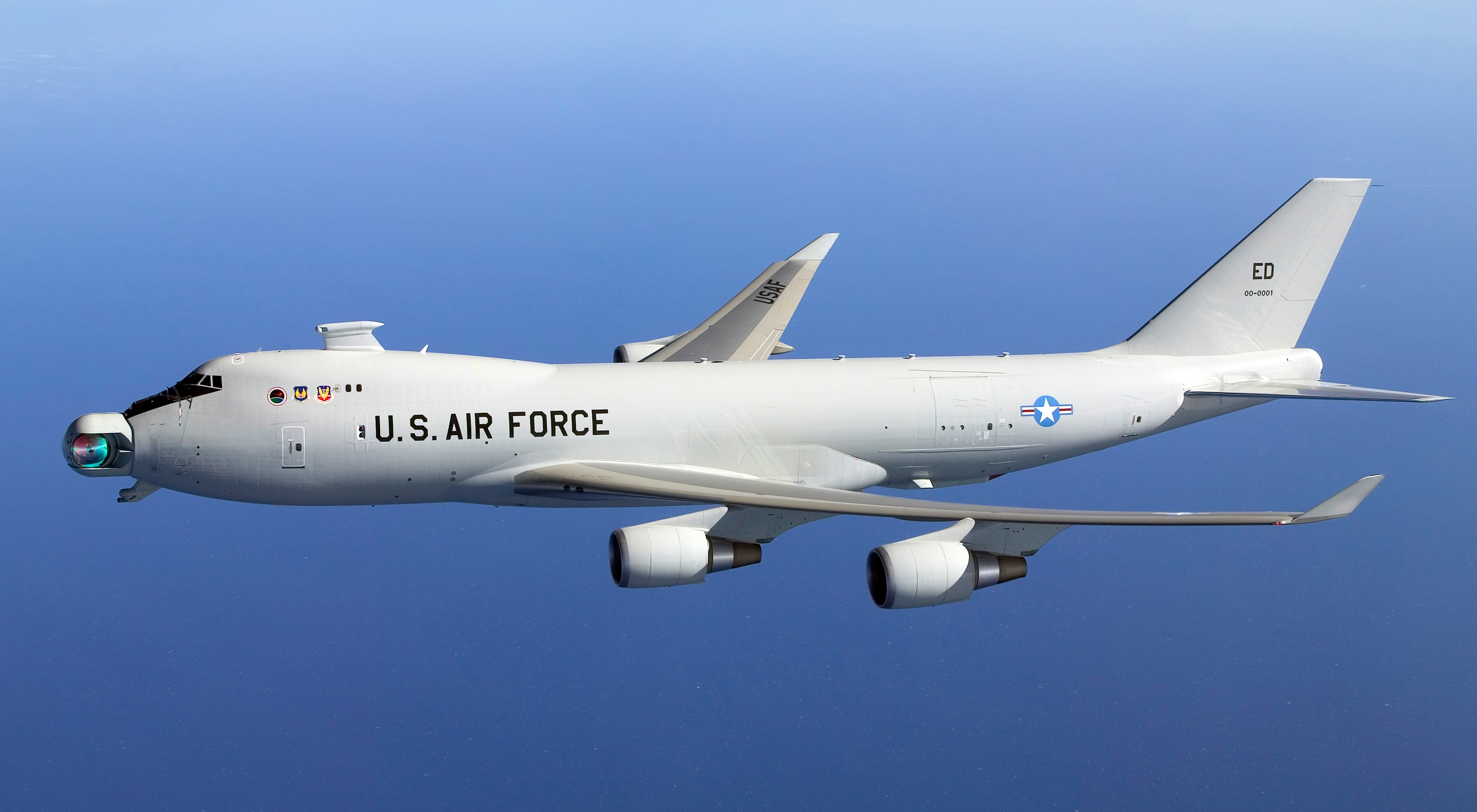
جنگ‌افزار لیزری هوابرد که در داخل یک بوئینگ ۷۴۷ قرار داشت برای نیروی هوایی آمریکا ساخته شد.

جنگ‌افزارهای لیزری از لحاظ شیوه تولید پرتو لیزر به سه دسته کلی شامل لیزرهای حالت جامد، لیزرهای شیمیایی و لیزرهای الکترون آزاد تقسیم می‌شوند:

### لیزرهای شیمیایی
در لیزرهای شیمیایی پرتو لیزر از طریق واکنش‌های شیمیایی تولید می‌شود. این نوع لیزرها نسبت به بقیه لیزرها بسیار پرقدرت‌تر هستند. لیزرهای شیمیایی در طول موج‌های کوتاه منتشر می‌شوند و قادر به تولید پالس‌های پر انرژی هستند.

### لیزرهای حالت جامد
لیزرهای حالت جامد با پمپاژ اپتیکی یک محیط کریستالی یا شیشه‌ای تولید می‌شوند. این نوع لیزرها نسبت به لیزرهای شیمیایی قدرت کمتری دارند و در طول موج‌های متنوعی کار می‌کنند اما امتیاز آن‌ها این است که می‌توانند از منابع الکتریکی موجود در هواپیماها، کشتی‌ها و خودروهای زمینی برای تولید پرتو لیزر استفاده کنند.

### لیزرهای الکترون آزاد
لیزرهای الکترون آزاد با استفاده از الکتریسیته، پرتو لیزر را در طول موج‌های مختلف که قابل تغییر و هماهنگی با شرایط محیطی است تولید می‌کنند. نیروی دریایی آمریکا در سال‌های اخیر علاقه زیادی به این نوع لیزرها نشان داده و معتقد است این نوع لیرزها در مقایسه با لیزرهای حالت جامد که در طول موج ثابت کار می‌کنند برای عملیات‌های دریایی مناسب‌تر هستند اما چالش‌های خاصی در استفاده از آن‌ها وجود دارد؛ مثلاً اندازه بزرگ آن‌ها سبب می‌شود که فقط در کشتی‌های بزرگ قابل استفاده باشند و به روز کردن کشتی‌های موجود برای نصب آن‌ها بسیار سخت به‌نظر می‌رسد.

## جنگ‌افزارهای لیزری در جنگ دریایی
نیروی دریایی علاقه بیشتری به جنگ‌افزارهای لیزری نشان داده چراکه در جنگ‌های دریایی دقت و پنهان‌کاری مهم‌تر از قدرت تخریب است. انرژی لازم جنگ‌افزارهای لیزری هم می‌تواند از منابع الکتریکی موجود در کشتی‌های بزرگ تأمین می‌شود. همچنین با توجه به دسترسی به آب باعث می‌شود تا از بابت خنک نگه داشتن سلاح نگرانی وجود نداشته باشد. سلاح‌های لیزری حتی در عملیات‌های زیردریایی نیز می‌توانند ایفای نقش کنند. یک زیردریایی می‌تواند با یک دماغه، سر لیزری و پریسکوپ عمیق با شناورهای سطحی درگیر شود و پیش از آنکه دیده شود از میدان نبرد خارج شود.

## در فیلم‌های علمی-تخیلی
جنگ‌افزارهای لیزری در فیلم‌های علمی-تخیلی بیشتر دیده شده‌اند تا در دنیای واقعی. معروفترین نمونهٔ استفاده از جنگ‌افزارهای لیزری را هم در مجموعه فیلم‌های «جنگ ستارگان» دیده‌ایم. البته چیزی که در چنین فیلم‌هایی دیده می‌شود زمین تا آسمان با جنگ‌افزارهای لیزری دنیای واقعی متفاوت هستند؛ مثلاً شمشیرهای لیزری قرمز و سبزی که در فیلم جنگ ستارگان می‌بینیم کاملاً غیرواقعی است چون پرتو لیزر را نمی‌توان در یک مسافت معین محدود کرد یا با استفاده از آن پرتو لیزر دیگری را سد کرد. ضمن این‌که چنین پرتو لیزری به راحتی چشم افراد حاضر در صحنه را کور خواهد کرد.

## جنگ‌افزارهای لیزری غیرمرگبار

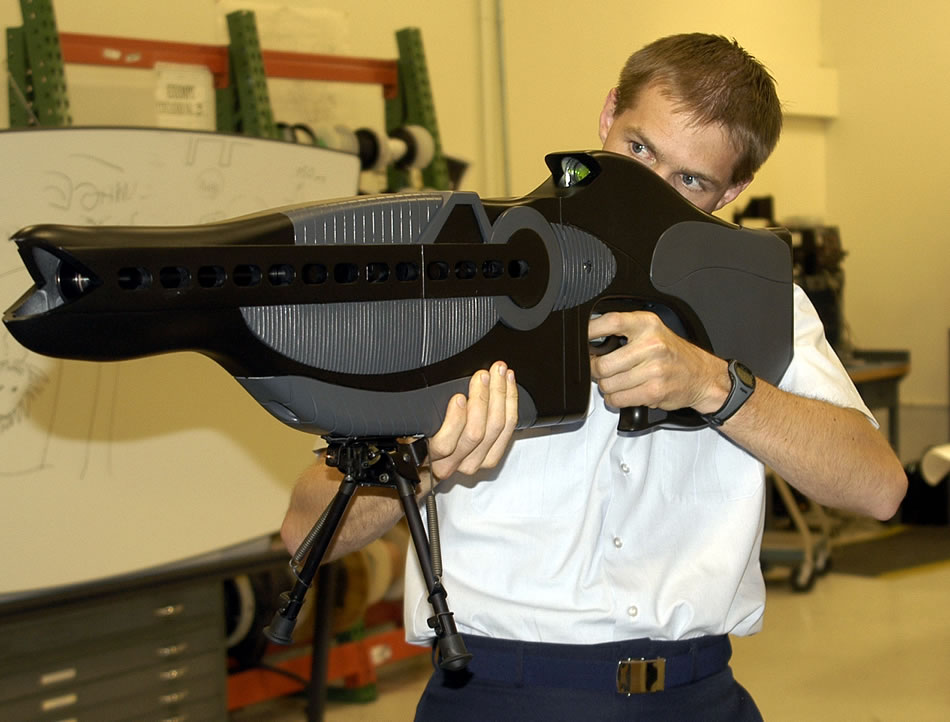
PHASR، یک تفنگ لیزری غیرکشنده است که در وزارت دفاع آمریکا توسعه پیدا کرده‌است.

جنگ‌افزارهای لیزری غیرمرگبار از پرتو لیزر برای تخریب توانایی جنگی سربازان دشمن یا ایجاد دیگر تهدیدهای غیرمرگبار برای نیروهای دشمن استفاده می‌کنند. نخستین کاربرد لیزر برای ایجاد نابینایی به جنگ ۱۹۸۲ فالکلند مربوط می‌شود که در آن خلبانان جنگنده‌های آرژانتینی که سعی در حملات ارتفاع پایین داشتند با پرتوهای لیزر کشتی‌های نیروی دریایی بریتانیا دچار نابینایی موقت شدند. آمریکایی‌ها بعدها این تکنولوژی را برای از بین بردن تجهیزات الکترواپتیکی دشمن توسعه دادند.
بیشتر این نوع جنگ‌افزارها به اندازه کافی کوچک هستند تا توسط نفر حمل شوند و شیوهٔ کارشان این‌گونه است که اشعه ضعیفی را به سوی دشمن می‌تاباند که موجب گیجی یا کوری موقت دشمن شده و توانایی جهت‌یابی او را برهم می‌زند. اکنون چندین نوع سلاح گیج‌کننده موجود است و برخی هم در نبردهای واقعی به‌کار رفته‌اند.
استفاده از لیزرهای کورکننده دائمی در این نوع جنگ‌افزارها امکان‌پذیر است چراکه نیروی لازم برای این کار اندک است و به راحتی در جنگ‌افزارهای قابل‌حمل توسط نفر قابل دستیابی است. اما بیشتر کشورها به پروتکل ممنوعیت سلاح‌های لیزری کورکننده (۱۹۹۵) پیوسته‌اند که استفاده از این نوع سلاح‌ها را به دلایل اخلاقی ممنوع کرده‌است. البته برخی کشورها چنین سلاح‌هایی را طراحی کرده‌اند از جمله زدام-۸۷ چینی‌ها، اما به نظر نمی‌رسد هیچ‌یک از مرحله پیش‌نمونه فراتر رفته باشند.

## ایران
فناوری طراحی و ساخت جنگ‌افزارهای لیزری بسیار پیچیده و انحصاری است. به نحوی که تاکنون تنها ۶ کشور در دنیا به این فناوری دست پیداکرده‌اند. صنایع دفاعی جمهوری اسلامی ایران نیز جزو همین کشورهاست که سلاح‌های لیزری را برای دفاع هوایی کوتاه‌برد و همچنین دفاع از تاسیسات حساس و حیاتی طراحی و ساخته است.
چندین سال بود که گفته می‌شد ایران به فناوری سلاح‌های لیزری دست پیداکرده اما، نخستین‌بار معاون سابق وزیر دفاع و رئیس شرکت صاایران اول شهریور ۹۸ آن را رسانه‌ای کرد.
سامانه جنگ‌افزار لیزری «ساتب» نام دستاورد و محصول صنعت دفاعی کشورمان در حوزه جنگ‌افزارهای لیزری است که امروز وظیفه حفاظت و حراست از اماکن حساس و حیاتی کشور را بر عهده دارد.
سامانه جنگ‌افزار لیزری ظهیر مجهز به ردیاب تصویری جهت اخلال در عملکرد حسگرهای تصویری منصوب بر روی اهداف پرنده مانند پهپاد، موشک کروز و ریزپرنده است، با استفاده از لیزر پرتوان قادر به مقابله با اهداف هوایی است.

### ایالات متحده
- بستر آزمایشی لیزر هوابرد بوئینگ یال-۱، یک جنگ‌افزار لیزری شیمیایی یا لیزر گازی از نوع لیزر کربن دی‌اکسید بود که در یک بوئینگ ۷۴۷ قرار گرفته و در وهلهٔ اول به‌عنوان یک سامانه رهگیر موشک‌های بالستیک کوتاه‌برد و میان‌برد برای نیروی هوایی آمریکا ساخته شد. این پروژه در سال ۲۰۱۱ لغو شد.[۱]
- مهندسان نورثروپ گرامن در سال ۲۰۰۹ یک لیزر الکتریکی با قدرت ۱۰۰ کیلووات را آزمایش کردند که قادر به انهدام موشک‌های کروز، و گلوله‌های توپ، خمپاره و راکت بود.
- در ۶ آوریل ۲۰۱۱ یک توپ لیزری ساخت نورتروپ گرومان توسط نیروی دریایی آمریکا آزمایش شد. جزئیات این آزمایش اعلام نشده اما گفته شده که این جنگ‌افزار توانست یک گلوله پرسرعت را تخریب کند و برد آن نیز چندین کیلومتر بوده‌است.
- سامانه خنثی‌سازی لیزری مواد منفجره نخستین جنگ‌افزار لیزری و نخستین جنگ‌افزار انرژی مستقیم است که به‌طور عملیاتی استفاده شده‌است. این سلاح لیزری بر روی یک خودروی هاموی نصب شده و قادر به انهدام مین‌ها و بمب‌های عمل نکرده‌است. این سامانه در جنگ افغانستان و جنگ عراق مورد استفاده قرار گرفته‌است و ۱۶۰۰ مهمات از ۴۰ نوع مختلف را با ضریب موفقیت ۹۸ درصد منهدم کرده‌است. این لیزر حالت جامد، پرتویی به قدرت ۱۰ کیلووات تولید می‌کند و برد مفید آن بین ۲۵ تا ۳۰۰ متر است.
- لیزر شیمیایی پیشرفته فروسرخ (MIRACL) یک لیزر شیمیایی فلوراید دیوتریم نیروی دریایی است که در سال ۱۹۹۷ برای انهدام یک ماهواره استفاده شد.
- سامانه لیزری ناتیلوس یک سلاح لیزر شیمیایی فلوراید دیوتریم برای انهدام راکت‌های کاتیوشا و گلوله‌های توپخانه و خمپاره بود که در پروژه مشترک آمریکا و اسرائیل ساخته شد. بودجه این پروژه در سال ۲۰۰۵ قطع شد و به جای آن سامانه موشکی گنبد آهنین ساخته شد. دلیل این تصمیم «اندازه بزرگ، هزینه زیاد و پیش‌بینی عملکرد ضعیف در شرایط عملیاتی» اعلام شد.[۲] پیش‌نمونه این سامانه تقریباً به اندازه شش اتوبوس شهری بود.
- سامانه لیزری تسلیحاتی ساخت شرکت کراتوس در سال ۲۰۱۴ برای آزمایش‌های عملیاتی بر روی یک کشتی نیروی دریایی آمریکا نصب شد. این لیزر حالت جامد ۳۰کیلوواتی، برای هدف قرار دادن اهدافی چون پهپادهای کوچک و آرپی‌جی و استفاده علیه موتورهای قابل رؤیت بالگردها و قایق‌های تندرو ساخته شده‌است. بُرد این جنگ‌افزار، یک مایل است.[۳][۴]
- Personnel Halting and Stimulation Response یک لیزر غیرکشنده قابل حمل توسط نفر است که در وزارت دفاع آمریکا برای نیروی هوایی آمریکا طراحی شده و قابلیت ایجاد نابینایی موقت، خیرگی و سرگیجه در نفرات دشمن را دارد.[۵] پروتکل ممنوعیت لیزرهای کورکننده سازمان ملل در سال ۱۹۹۵ این نوع سلاح‌ها را ممنوع کرده و آمریکا نیز از سال ۲۰۰۹ این پروتکل را امضا کرده‌است.[۶] نابینایی ایجاد شده توسط این جنگ‌افزار کاملاً موقت است.[۷]
- بوئینگ لیزر اونجر یک جنگ‌افزار لیزری هوابرد ساخت شرکت بوئینگ است که بر روی یک خودروی حامل سامانه دفاع هوایی اونجر نصب می‌شود.
- سامانه دفاع منطقه‌ای لیزر مایع پرانرژی یک سیستم پدافند هوایی با قدرت ۱۵۰ کیلووات است که در آژانس پروژه‌های تحقیقاتی پیشرفته وزارت دفاع آمریکا در حال توسعه است. نمونه‌های اولیه سامانه در قرارگاه‌های ثابت زمینی نصب شده‌اند اما هدف طرح ساخت یک سامانه با حداکثر ۷۵۰ کیلو وزن و ۲ متر مکعب حجم است که در هواپیما قرار گیرد.
- از سال ۲۰۱۴ شرکت لاکهید مارتین، در حال توسعه یک سامانه لیزر فیبری ۶۰ کیلوواتی، برای نصب روی کامیون‌های تاکتیکی تحرک سنگین بود که وضعیت کنونی این سامانه، نامعلوم است.[۸][۹][۱۰]

### شوروی\روسیه
- شوروی در سال ۱۹۸۷ سلاح لیزری فضایی پولیوس را روانه فضا کرد اما موشک حامل سلاح نتوانست به مدار زمین برسد. این جنگ‌افزار برای نابودی ماهواره‌های دشمن طراحی شده بود.
- برییف آ-۶۰ یک لیزر گازی دی‌اکسیدکربن ساخت شوروی\روسیه است که به‌صورت آزمایشی بر روی یک هواپیمای ایلیوشین-۷۶ نصب شده‌است.
- آلماز هل یک جنگ‌افزار لیزری ساخت روسیه است که بر روی یک کامیون نصب می‌شود.